# Hamilton Academical FC
Hamilton Academical FC är en fotbollsklubb från staden Hamilton i Skottland. Hemmamatcherna spelas på New Douglas Park. Lagets smeknamn är The Accies.

## Historia
Klubben grundades 1874 av James Blacklock.
Klubbens första dokumenterade match spelades 12 december 1874, en match som förlorades med 1-2 mot the Second XI of Hamilton FC (antar att det var Hamilton FC:s andralag), målskytt i matchen var John Kerr.
I november 1897 blev de intagna i Scottish Football League efter att Renton FC blivit uteslutna, de fick ta över Rentons fyra resultat och kvarvarande matcher. 6 november 1897 spelades den första ligamatchen i klubbens historia och laguppställningen var: Tommy Henderson, Bob Thomson, Sandy Boyd, James Martin, Charlie Barton, James Douglas, Archibald Forrest, William Maley, Dougie Eglinton, Peter Somers och Tom Hastie.
1911 spelade man final i skotska cupen mot Celtic FC, första matchen blev mållös medan omspelsmatchen förlorades med 2-0.
1935 spelade man på nytt final i skotska cupen, denna gången mot Rangers FC, det blev förlust igen, denna gång med 1-2 och målskytt för Hamilton var Bertie Harrison.
Klubben har tidigare varit uppe i högsta ligan vid två tillfällen, båda gångerna har sejourerna bara varat en säsong, 1986/87 och 1988/89. Säsongen 2007/08 gick laget från Scottish First Division åter upp till SPL.

## Svenska spelare
| Namn         | Årtal     | Matcher | Mål |
| ------------ | --------- | ------- | --- |
| Robert Prytz | 2000-2001 | 9       | 2   |

Notera att endast ligamatcher är medräknade